# Ulysse
Pour les articles homonymes, voir Ulysse (homonymie) et Odysseus.
Pour les articles ayant des titres homophones, voir Ulis.
Ulysse, ou Odysseus (en grec ancien Ὀδυσσεύς / Odysseús, en latin Ulixes, puis par déformation Ulysses), est l'un des héros les plus célèbres de la mythologie grecque. Roi d'Ithaque, fils de Laërte et d'Anticlée, frère de Ctimène, il est marié à Pénélope dont il a un fils, Télémaque. Il est célèbre pour sa mètis, cette « intelligence rusée » qui rend son conseil très écouté dans la guerre de Troie à laquelle il participe. C'est encore par la mètis qu'il se distingue dans le long périple qu'il connaît au retour de Troie, chanté par Homère dans son Odyssée.
Chez le Pseudo-Apollodore, qui organise les récits de la mythologie grecque en un ensemble chronologiquement cohérent, la mort d'Ulysse, annoncée par une prophétie, marque la fin de l'âge des héros, et donc des récits de la mythologie classique. Ulysse est le personnage central du poème l’Odyssée auquel il donne son nom.

## Étymologie du nom d'Ulysse
Le nom d'Ulysse existe sous plusieurs formes en grec ancien. On trouve par exemple : Ὀλυσσεύς / Olysseús, Ὀλυττεύς / Olytteús, Οὑδυσσεύς / Houdysseús ; Οὐλιξεύς / Oulixeús et Οὐλίξης / Oulíxēs. L'emprunt latin Ulixēs vient de cette dernière forme.

Le nom d'Ulysse donne naissance à quelques dérivés : Ὀδυσσεία / Odysseía (l’Odyssée), Ὀδύσσειον / Odýsseion (sanctuaire d'Ulysse) et Ὀλισσεῖδαι / Olisseîdai, nom d'une phratrie à Thèbes et Argos.

## Mythe

### Naissance
Chez Homère comme chez la plupart des mythographes, Ulysse est le fils de Laërte et Anticlée. Laërte est lui-même fils d’Arcésios, fils de Céphale et Procris, tandis qu’Anticlée est fille d’Autolycos, fils d’Hermès.
Une version secondaire tente de rattacher Ulysse à Sisyphe. Plutarque, par exemple, attribuant l’histoire à Ister d'Alexandrie, raconte qu’Anticlée fut violée par Sisyphe, et qu’elle était enceinte lors de son mariage à Laërte.

### Le royaume d'Ulysse

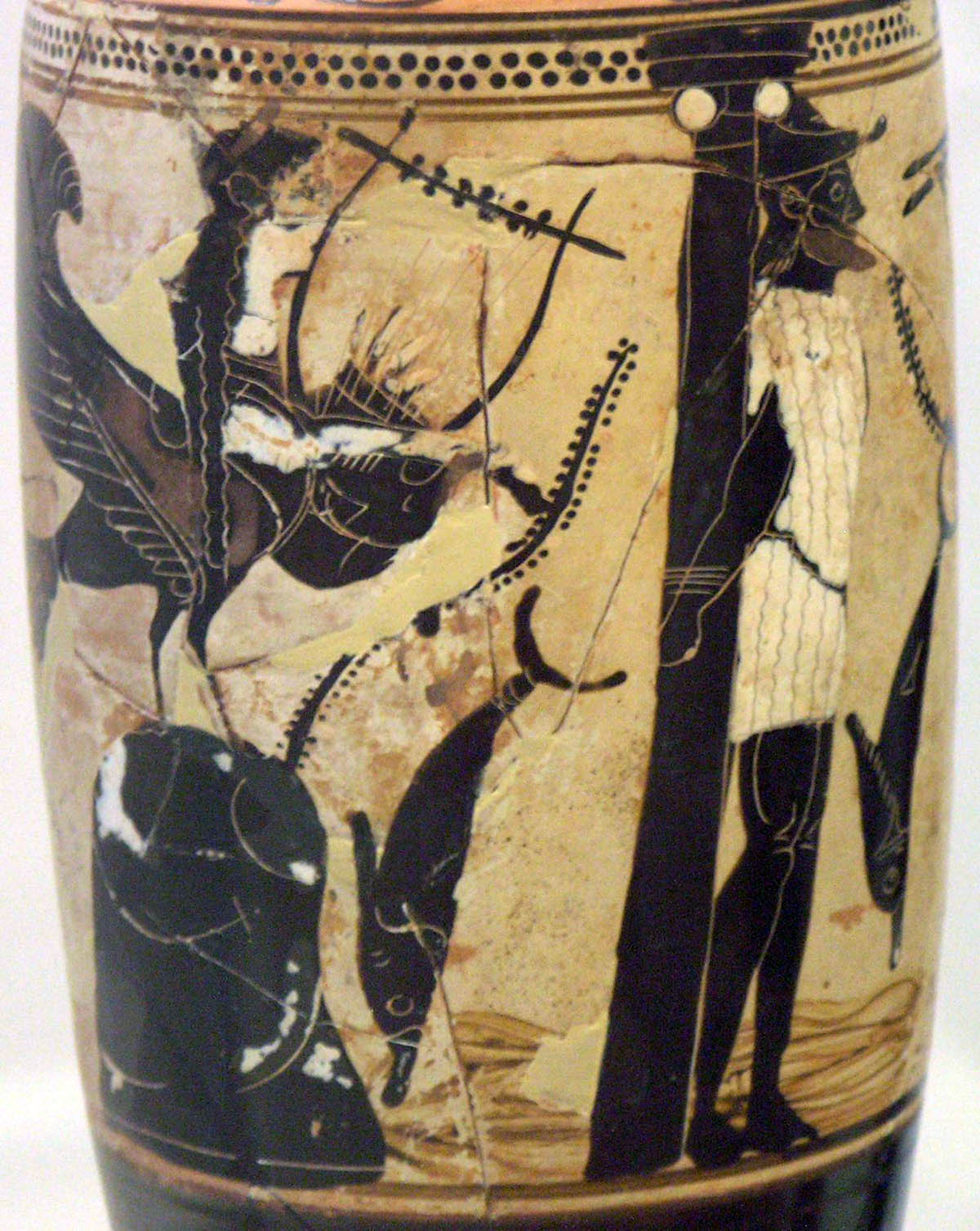
Ulysse lié au mât de son navire pour ne pas céder au chant des sirènes. Musée national archéologique d'Athènes (inv. 1130).

Chaque fois qu'Homère évoque le royaume d'Ulysse, il nomme un archipel composé de quatre îles, et qui correspond à l'archipel actuel des îles Ioniennes : Ithaque, Doulichion (identifiable à Leucade), Samé (l'actuelle Céphalonie) et Zante. Parlant de ces îles, Ulysse précise qu'elles sont « habitées »,, affirmant ainsi qu'il exerce son pouvoir politique sur leur peuple. Loin de se réduire à la seule île d'Ithaque, le royaume d'Ulysse est donc constitué d'une véritable mer, délimitée au nord-est par de multiples îles et îlots comme ceux d’Arkoudi, Méganisi, Oxia et les Échinades. Les ressources naturelles de ces îles sont précisées : Ithaque et Doulichion produisent du blé et du vin ; Ithaque, « bon pays à chèvres et à porcs », connaît un élevage prospère : Ulysse possède un cheptel de plusieurs milliers de bêtes, conduits par Eumée, son porcher-chef, ainsi que plusieurs bouviers et pâtres. L'île possède en outre des forêts, comme Zante. Quand Télémaque dresse la liste des nobles pouvant prétendre à la main de Pénélope, il livre une précieuse information sur les ressources en hommes de ces différentes composantes du royaume : de Doulichion viennent « cinquante-deux jeunes gens distingués », tandis que d’Ithaque n'en viennent que douze. Ithaque apparaît ainsi la moins riche, mais l'exploitation de l'ensemble du royaume et les richesses tirées du commerce maritime permettent à son roi de mener un grand train de vie. Ulysse affirme en outre : « J'habite à Ithaque », indiquant par là que le siège politique de son royaume se trouve sur cette île.

### Un des héros de l’Iliade

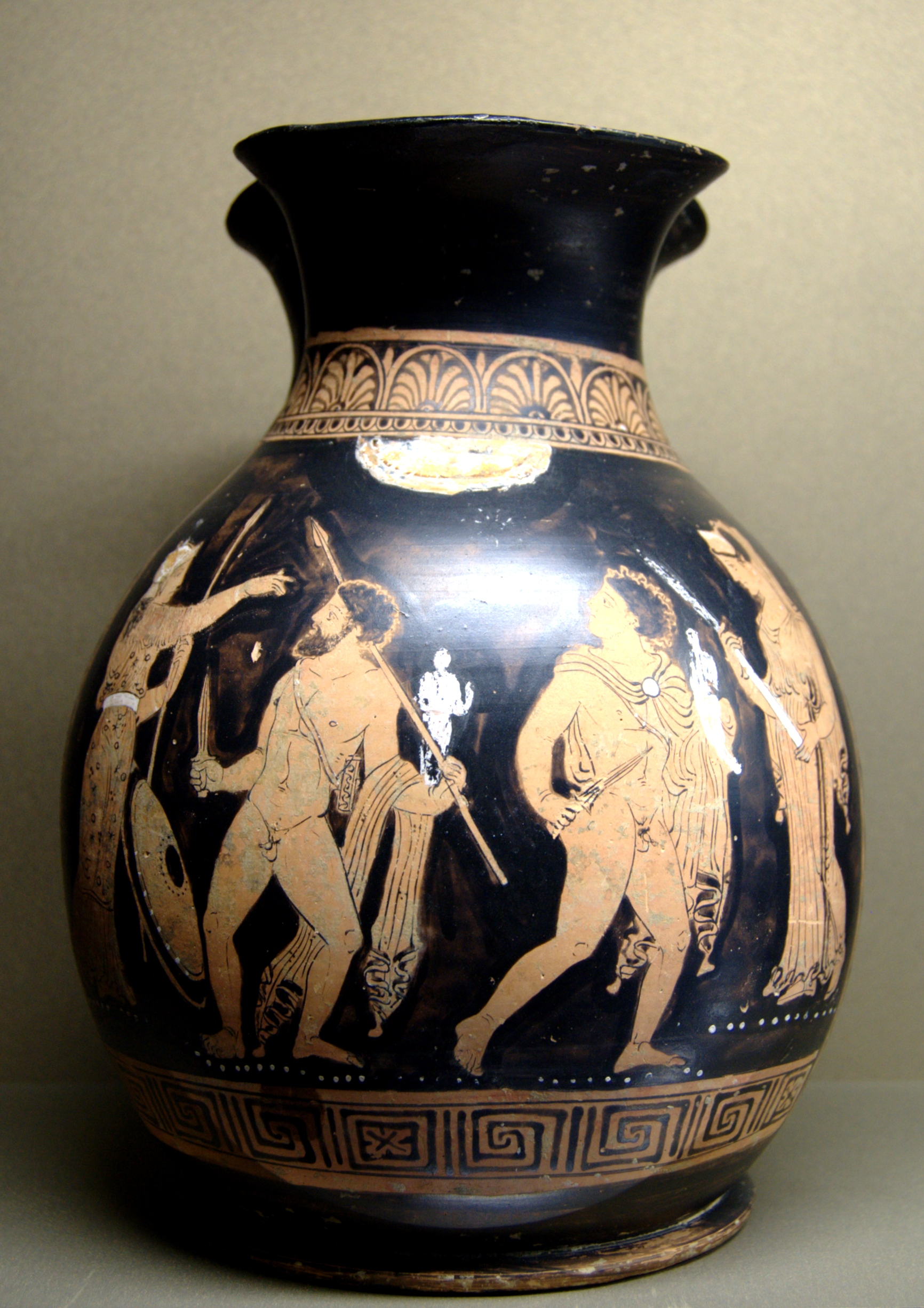
Ulysse et Diomède dérobent le Palladion. Œnochoé du Cercle du Peintre de lIlioupersis, vers 360-350 av. J.-C., musée du Louvre.

Au déclenchement de la guerre de Troie, Ulysse, persuadé par les arguments de Ménélas et d'Agamemnon, quitte Ithaque pour prendre part à la guerre dans le camp achéen — alors qu'une prophétie lui a prédit un retour semé d'embûches. Dans d'autres versions, il est lié par le serment de Tyndare, obligeant les prétendants malheureux à la main d'Hélène à aider celui qui l'emporterait. Ulysse, qui a entretemps épousé Pénélope et ne veut pas laisser son jeune fils Télémaque, simule alors la folie pour éviter de partir à la guerre, labourant un champ avec un attelage composé d'un bœuf et d'un cheval et y semant du sel (ou des pierres, selon les versions). La ruse est éventée par Palamède, envers qui Ulysse gardera une rancune fatale. En effet, il va placer Télémaque au milieu du champ que laboure son père, qui, pour ne pas le blesser, révèle sa lucidité. Ulysse est contraint de rejoindre le camp grec. Dans l’Iliade, il est représenté comme un roi sage, favori d'Athéna, et habile orateur. Il prend part à la guerre à la tête de douze navires. Il occupe de ce fait une place d'honneur dans le Conseil des rois. Le Conseil, par ailleurs, se tient, tout comme le tribunal de guerre, devant ses navires, qui sont au milieu de la ligne formée par les vaisseaux grecs sur la plage à Troie. Il est dès lors normal que les Grecs s'y réunissent, parce qu'il est un point central, au propre comme au figuré, pour les sacrifices et les décisions de justice.
Lors de l'une de ces assemblées, Ulysse châtie le manant Thersite qui conteste la parole des rois, en le frappant de son bâton de commandement. Jugé digne de confiance par les autres rois, il est chargé par Agamemnon de reprendre Briséis à Achille, après avoir plaidé en vain auprès de ce dernier retiré sous sa tente. Ulysse est également chargé des ambassades : avec Ménélas, il se rend à Troie pour négocier le retour d'Hélène enlevée par Pâris. Ami du jeune guerrier Diomède, il l'accompagne dans la capture de l'espion Dolon. Selon une légende cyclique, ils dérobent également tous deux le Palladion.
Après la mort d'Achille, Ulysse vainc en duel Ajax, fils de Télamon, et remporte les armes du Péléide. Enfin, il est l'auteur du stratagème du cheval de Troie, relaté dans l’Odyssée et les épopées cycliques, et parmi les premiers à sortir attaquer.

### Le héros de l’Odyssée

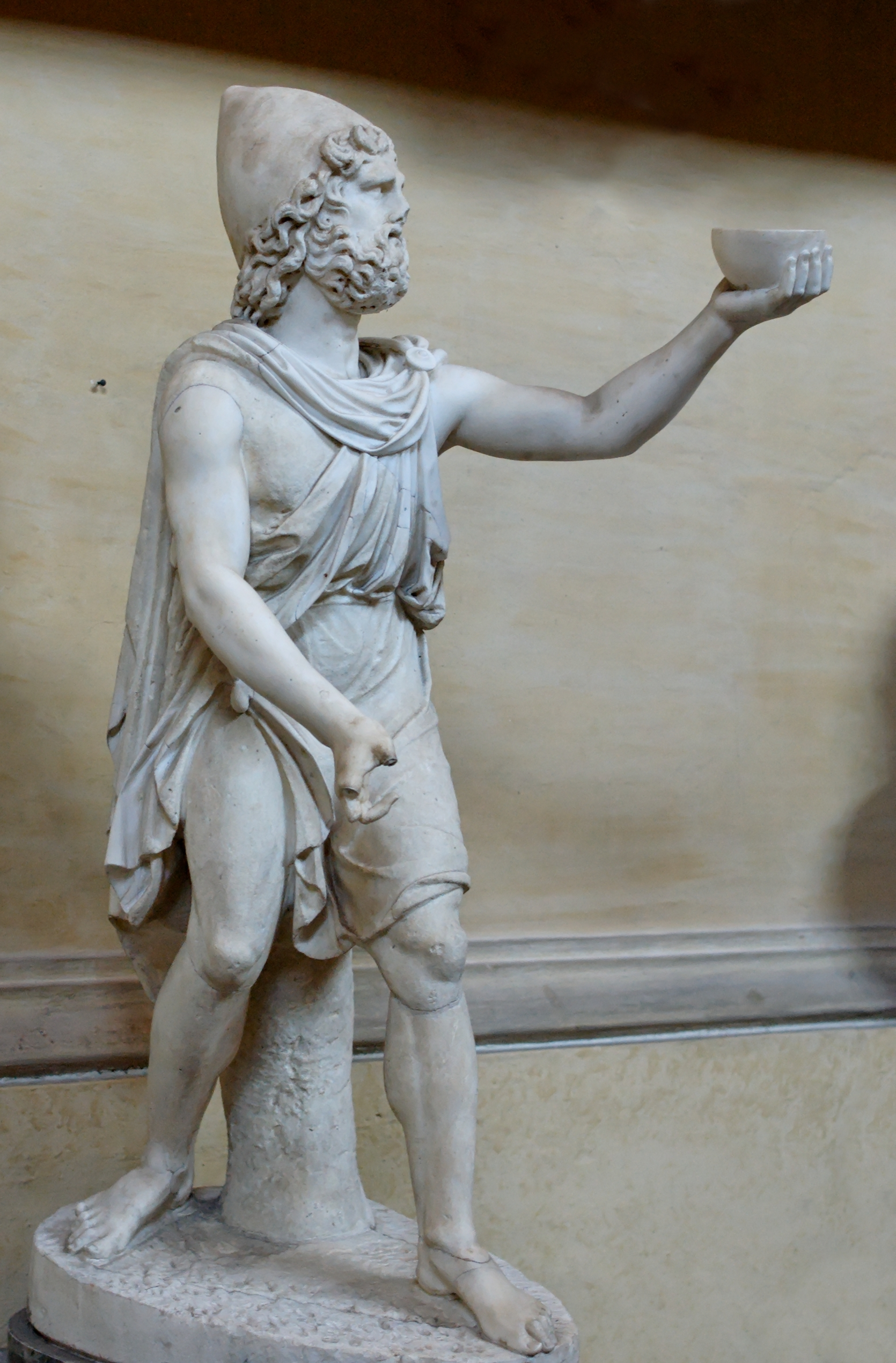
Ulysse offrant du vin au Cyclope, copie romaine d'un original de la fin de l'époque hellénistique, musée Chiaramonti.

La guerre de Troie ayant pris fin, Ulysse reprend la mer avec ses compagnons et sa flotte de 12 navires. Ils font une première escale à Ismare pour se ravitailler, où vit le peuple des Cicones. Les guerriers grecs pillent la ville et tuent ses habitants. Les appels d'Ulysse ne sont pas entendus et lui seul, révolté par le comportement de ses hommes, retourne aux bateaux. Après leur massacre, les marins s'endorment ivres dans la ville. Des habitants des villages alentour viennent aider les Cicones à repousser les soldats d'Ulysse qui sont contraints de fuir la ville. Ulysse perd 72 hommes à Ismare dans ces événements qui auraient pu être évités.
Durant neuf jours, ils affrontent une tempête née du courroux de Zeus et le dixième, ils découvrent le peuple des Lotophages. Ceux-ci les accueillent et leur font goûter les lotos, ils en perdent tout désir de rentrer chez eux, en oubliant famille et patrie. Ulysse les ramène aux vaisseaux et ils repartent de l'île.
Un épisode devenu fameux met Ulysse aux prises avec le cyclope Polyphème, un fils de Poséidon qui dévore plusieurs compagnons et emprisonne Ulysse. Celui-ci utilisant la ruse, lui crève l'œil avec un pieu après l'avoir enivré. Le cyclope blessé lance vers Ulysse d'énormes rochers, qui le manquent et s'abiment dans la mer. On a identifié certains îlots de la mer Ionienne à ces rochers. Cet épisode est, selon beaucoup de commentateurs, à l'origine de la colère et de la rancune de Poséidon envers Ulysse, le premier cherchant à venger son fils.
Puis le maître des vents Éole (en grec ancien Αἴολος / Aíolos) offre sur son île un accueil chaleureux à l'équipage pendant un mois, et afin de les aider, enferme tous les vents dans une outre qu'il remet à Ulysse. Entreposée dans son navire, l'outre attise la curiosité des compagnons du héros, qui l'ouvrent en croyant qu'il s'agit d'un trésor, ce qui provoque une tempête telle qu'ils sont renvoyés sur l'île d’Éole qui les chasse les découvrant maudits des dieux.

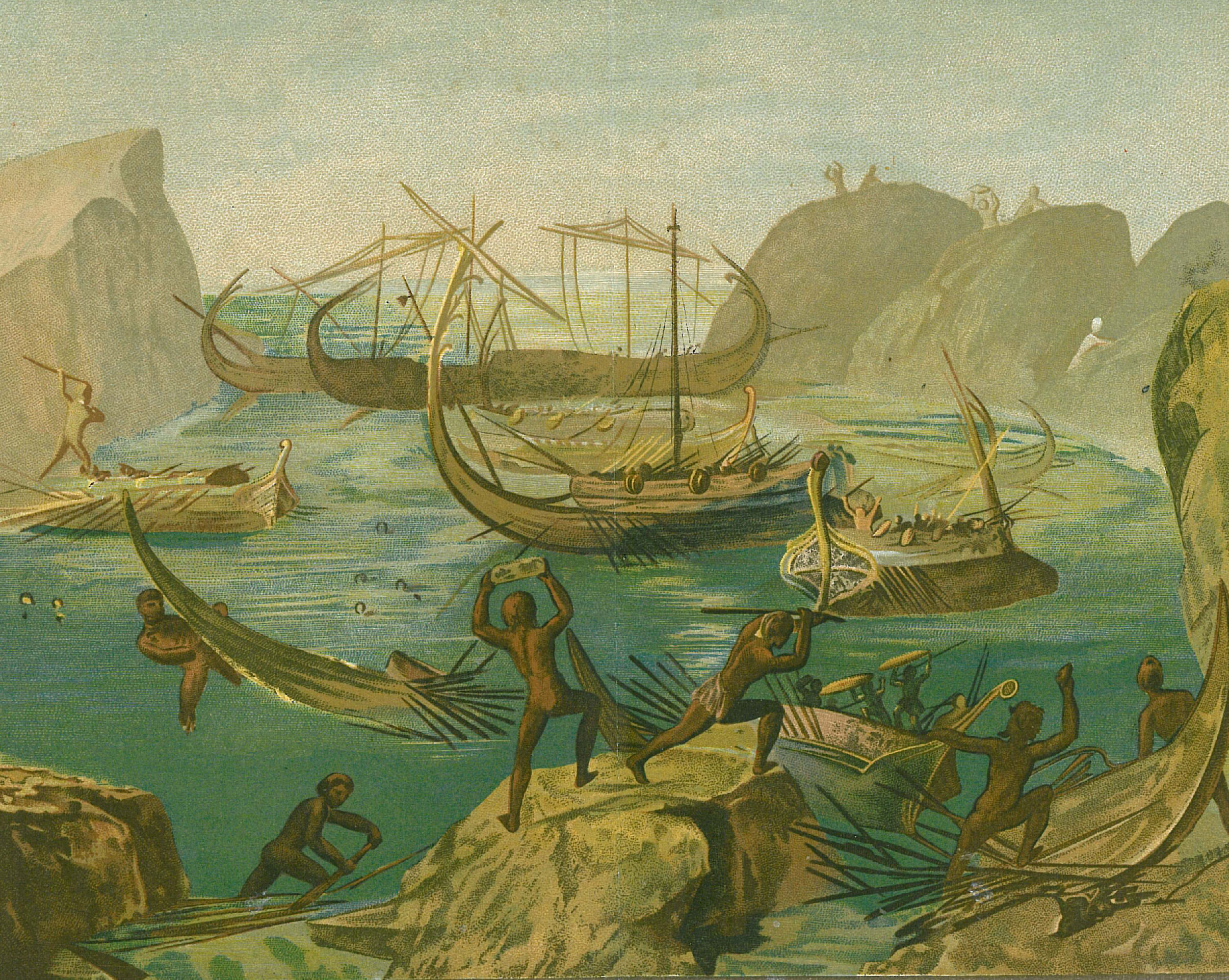
Destruction des nefs d'Ulysse par les Lestrygons, panneau peint d'époque romaine (v. 40-60), musée du Vatican.

Les Lestrygons, un peuple de géants mangeurs d'hommes, s'en prennent aux navires d'Ulysse, les détruisant tous à l'aide de gros rochers, et tuant les hommes à bord. Un seul navire échappe à la destruction.
Il affronte la magicienne Circé, qui a le pouvoir de transformer les hommes en porcs, mais grâce à une potion offerte par Hermès, Ulysse échappe à ce sort et force la sorcière à rompre le charme.
Suivant les conseils de Circé, Ulysse se rend au pays des Cimmériens, qui d'après l’Odyssée n'est autre que les Enfers, ou le royaume d'Hadès : c'est l'épisode de la Nekuia. Parti pour voir le devin Tirésias, il y rencontre les ombres errantes des nombreux héros morts qu'il a côtoyés : Agamemnon, Achille devenu le roi du monde des ombres, Ajax, fils de Télamon…

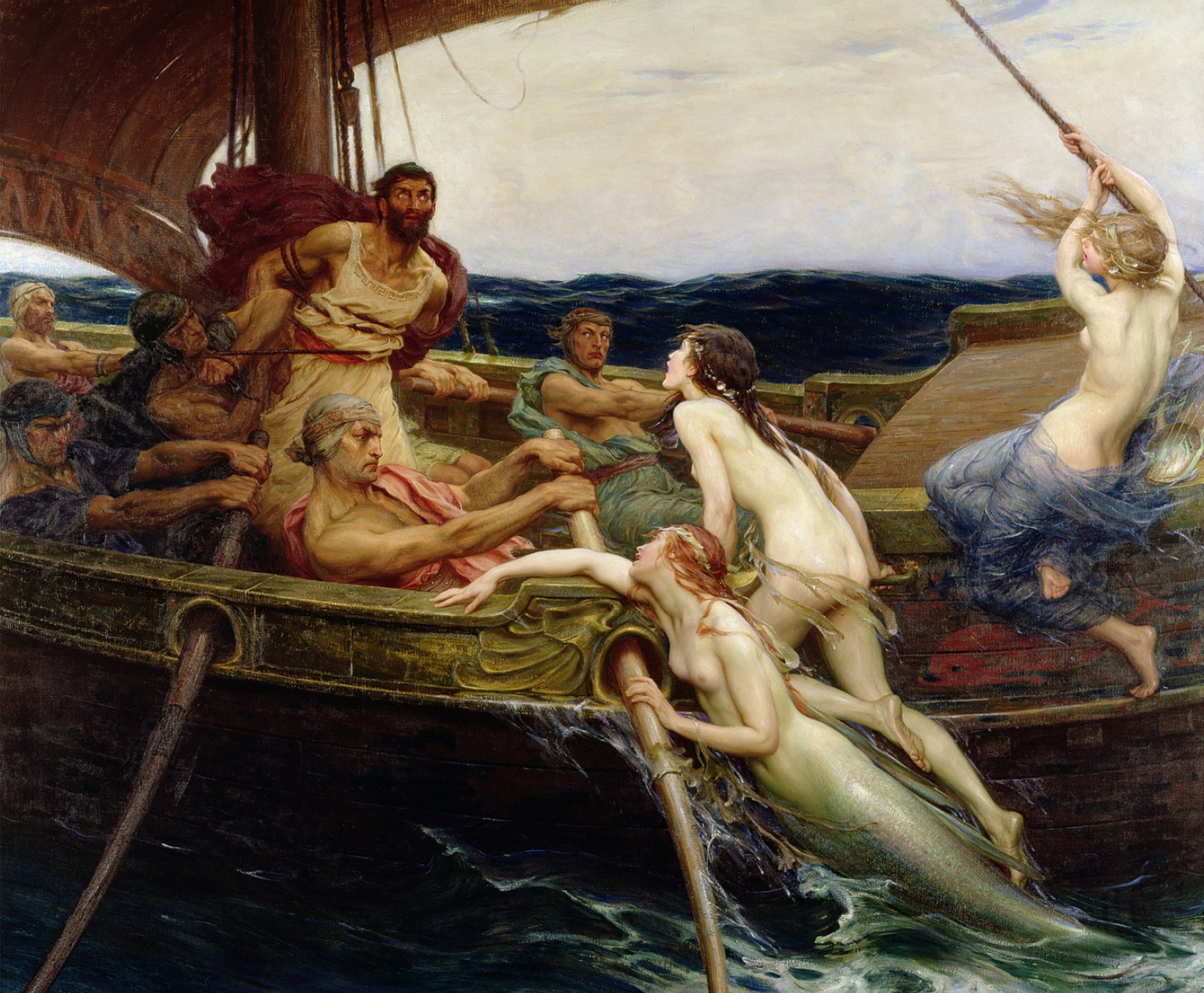
Ulysse et les Sirènes (1909) de H. Draper.

Ses errances comprennent notamment l'épisode des sirènes, qui poussent par leurs chants envoûtants, les navires vers les récifs. Ulysse, prévenu par Circé, demande à son équipage de se boucher les oreilles avec de la cire ; quant à lui, il se fait attacher au mât du bateau car il veut écouter leur chant et prévenant ses compagnons de ne le délivrer sous aucun prétexte.
Après avoir fui les roches errantes Charybde et Scylla, Ulysse et son équipage arrivent en Trinacrie, une île sacrée au dieu-soleil, Hélios où est gardé son bétail. Voulant éviter l'île suite aux visions du devin Tirésias, mais manquant de vivres, les compagnons ne résistent pas à la tentation d'y tuer plusieurs bœufs pour les manger, provoquant ainsi la colère d'Hélios. A sa demande, Zeus frappe de sa foudre le dernier navire d’Ulysse qui est détruit avec tous ses compagnons. Seul attaché à un reste de carène, il est poussé vers le monstre marin Charybde mais évite Scylla.

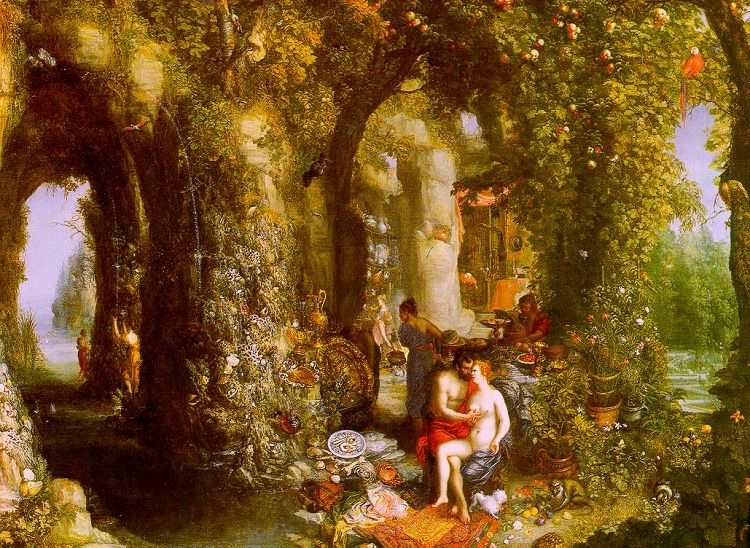
Ulysse et Calypso (1616), Jan Brueghel l'Ancien.

Il erre en mer pendant dix jours puis échoue sur l’île d'Ogygie, habité par la nymphe Calypso qui le retient sur son île durant sept ans en lui offrant l'immortalité. Mais quand vint la huitième année, voyant sa tristesse, elle le renvoie chez lui sur un radeau.
N'étant pas encore satisfait, Poséidon brise le radeau d'Ulysse qui se retrouve nu sur l'île de Schérie. Avec l’aide d’Athéna, il rencontre Nausicaa la fille du magnanime roi Alcinoos des Phéaciens qui lui offre une complète hospitalité puis le raccompagne sans encombre chez lui après qu'Ulysse ait raconté son épopée.
Au bout de vingt ans, lorsqu'il rentre à Ithaque, déguisé en mendiant, il tue les prétendants de sa femme Pénélope et la retrouve, elle et son fils Télémaque.

### Descendance
Dans l’Odyssée, Ulysse n'a qu'un fils, Télémaque, qu'il a eu de son épouse Pénélope. La Théogonie d'Hésiode mentionne deux autres fils, Nausinoos et Nausithoos, issus de son union avec Calypso. D'autres sources lui prêtent encore des enfants : Télégonos, Agrios, Cassiphoné et Latinos avec Circé.

### Mort
La mort d'Ulysse n'est pas racontée dans l’Odyssée, qui s'achève à son retour à Ithaque. Mais l'ombre du devin Tirésias lui prédit une mort douce et heureuse, qui lui viendra « de la mer », ou l'atteindra « hors de la mer », selon le sens que l'on donne à la préposition ἐξ,.
La mort d'Ulysse est en revanche relatée dans une autre épopée du Cycle troyen : la Télégonie, attribuée à Eugammon de Cyrène et dont nous ne connaissons qu'un résumé très postérieur, attribué au grammairien Proclos. Selon cette version, Télégonos, fils d'Ulysse et de Circé, se rend à Ithaque avec quelques compagnons pour y rencontrer son père. Ayant été jeté sur les côtes d'Ithaque sans les connaître, il cherche à se ravitailler avec ses compagnons en se livrant au pillage. Ulysse, à la tête des habitants d'Ithaque, vient repousser ces étrangers. Un combat a lieu sur le rivage. Télégonos frappe Ulysse d'une lance dont le bout est fait d'un dard de raie venimeux, accomplissant ainsi la prédiction de Tirésias dans l’Odyssée. Ulysse mortellement blessé se souvient alors de l'oracle qui l'avait averti de se méfier de la main de son fils. Il s'informe de l'identité de l'étranger et de son origine. Il reconnaît Télégonos et meurt dans ses bras. Athéna les console tous les deux, en expliquant que tel est l'ordre du destin. Elle ordonne même à Télégonos d'épouser Pénélope et d'apporter à Circé le corps d'Ulysse pour qu'elle lui rende les honneurs et lui donne une sépulture.

## Interprétations

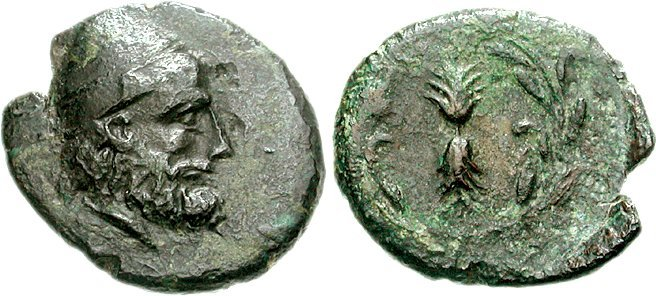
Tête d'Ulysse portant un pileus, représenté sur une pièce de monnaie d'Ithaque du

### L’Ulysse de Xénophon
Dans les Mémorables, de Xénophon, Socrate éduque ses disciples à la sobriété en nourriture et en boisson. Il dit que Circé a changé des hommes en pourceaux en les incitant à manger sans faim et à boire sans soif. Ulysse échappe à la transformation grâce à l’avertissement d’Hermès et à sa tempérance naturelle. Il s'abstient ainsi de consommer outre mesure.

### L’Ulysse de Platon
Dans le Phèdre, de Platon, Socrate fait de Palamède le sujet d’un jeu de mots, dans lequel Nestor et Ulysse deviennent des auteurs d’écrits d’art oratoire.

### Ulysse dans l'œuvre de Sophocle
Ulysse apparaît de façon récurrente dans les fragments de pièces perdues de Sophocle ; dans son ouvrage The Lost Sophocles en 1984, l'universitaire Akiko Kiso affirme qu'il s'agissait certainement d'un des personnages principaux du dramaturge.

### Lamètisd'Ulysse
Dans une série d'articles parus entre 1965 et 1974, puis regroupés en volume en 1974, les hellénistes Jean-Pierre Vernant et Marcel Detienne mettent en avant la cohérence d'une notion propre à la pensée grecque : la mètis, une forme d'intelligence rusée à laquelle sont associés des modes d'action, des structures de pensée et des connotations ambivalentes. Les dieux, les héros et les créatures de la mythologie grecque ont recours à la mètis. Mais les Grecs la perçoivent aussi chez certains animaux et l'associent à certaines activités (la chasse, la pêche, l'équitation). Ulysse n'a pas le monopole de cette ruse, mais il en est exceptionnellement doté. Dans l’Odyssée, il est dit polutropos, « Ulysse aux mille tours », c'est-à-dire aux mille ruses, qui surpasse en ingéniosité tous les autres héros : sa prudence et sa ruse (déguisements, mensonges) lui sauvent la vie à plusieurs reprises au cours de son périple et de sa vengeance contre les prétendants de Pénélope. Le mot mètis est cependant remis en question par Antisthène, qui dit que l’expression ne loue pas plus Ulysse qu'elle ne le blâme.

### Hypothèse du parcours initiatique
Sur le plan symbolique, l'étude des interpolations de textes d'époques et de styles différents réunis dans l’Odyssée montre, selon certains auteurs, qu'il s'agissait à l'origine d'un parcours initiatique symbolique, transformé par Homère en un récit de voyage géographique. Il évoque peut-être des courants de navigation antiques entre les Pélasges, les peuples de la mer, les Phéniciens et l'Asie Mineure. À part Troie et la Sicile, la plupart des lieux cités dans l’Odyssée sont difficiles à identifier.

## Recherches archéologiques

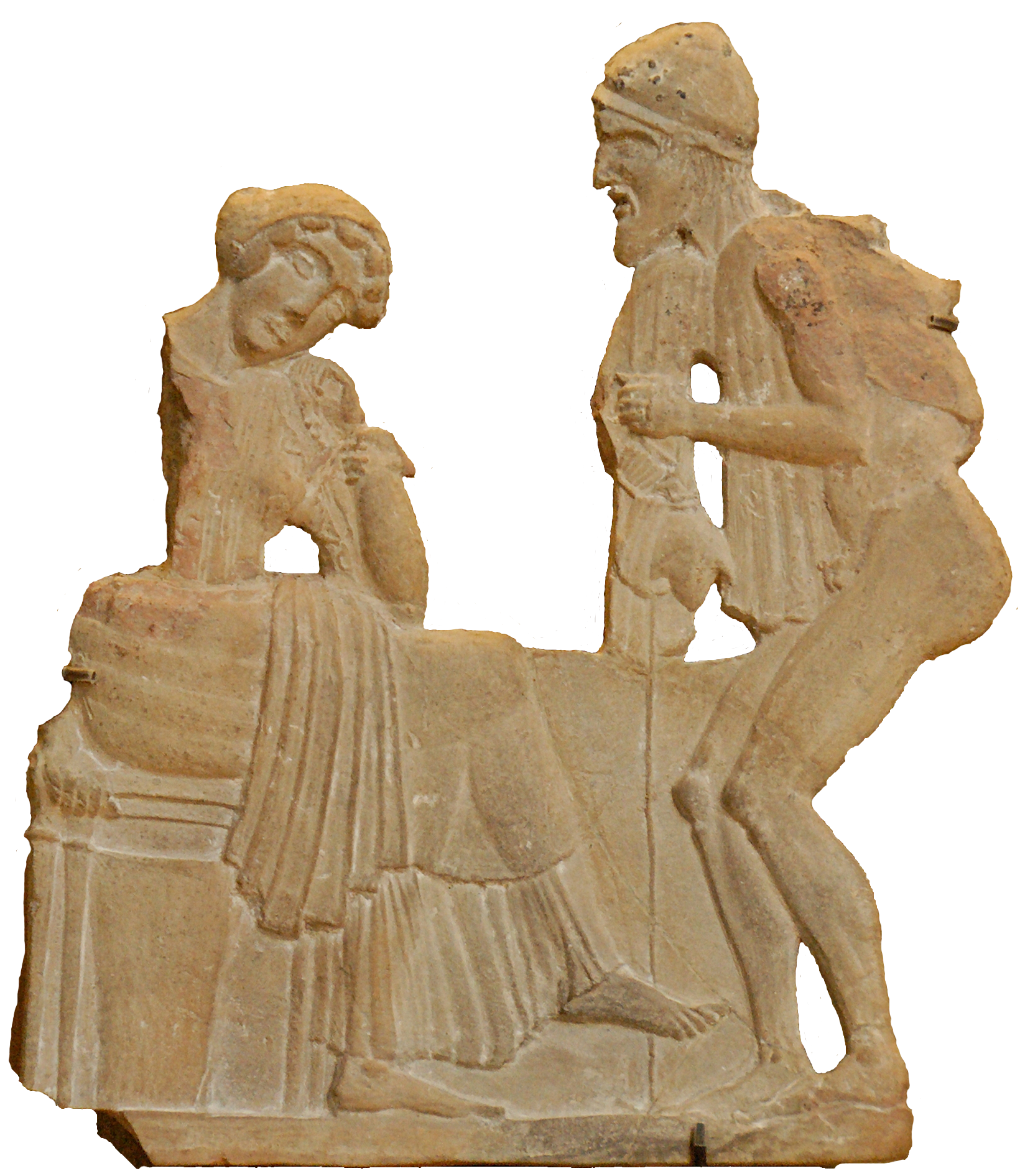
Ulysse et Pénélope. Relief en terre cuite, vers 450 av. J.C. (musée du Louvre).

### Le culte d'Ulysse à Ithaque
D'importantes découvertes archéologiques effectuées dans la grotte de Loïzos, à Port Polis, au nord d'Ithaque, permettent d'affirmer qu'un culte héroïque a été rendu à Ulysse. Cette grotte, aujourd'hui à demi-submergée et effondrée à la suite de plusieurs tremblements de terre, a en effet été un sanctuaire depuis l'âge du Bronze ancien jusqu'à l'époque romaine. En tant que sanctuaire, elle était fermée, placée sous l'autorité de prêtres et gardée par des officiers de la cité. On y a retrouvé entre autres des restes de trépieds en bronze, tout semblables à ceux qui furent offerts à Ulysse par les Phéaciens, et exposés aujourd'hui dans le petit musée de Stavros. Dans l'Antiquité, de tels trépieds étaient des objets de luxe et de grand prix, « exclusivement destinés à des usages cérémoniels dans les palais des princes, ou à des usages cultuels dans les temples des dieux » écrit l'ethnologue Jean Cuisenier. Ils constituaient également le prix offert aux vainqueurs des jeux funèbres pratiqués en l'honneur des héros. Or, au IIIe siècle encore, on célébrait à Ithaque des jeux appelés Ὀδύσσεια, Odysseia, en l'honneur d'Ulysse. L'analyse des bronzes de la grotte Loïzos permet de les dater du VIIIe siècle av. J.-C. Ils sont donc très postérieurs à l'époque d'Ulysse, héros supposé du XIIIe siècle av. J.-C. Des masques en terre cuite hellénistiques ont aussi été découverts, et surtout un tesson de terre cuite de masque votif portant en toutes lettres, et parfaitement déchiffrable, une dédicace à Ulysse : ΕΥΧΗΝ ΟΔΥΣΣΕΙ, « prière (ou vœu) à Ulysse ». Ce fragment daté du IIIe – IIe siècle av. J.-C., aujourd'hui célèbre, atteste qu'un culte a été rendu en ces lieux au héros divinisé ou au dieu Ulysse. Le professeur allemand H.G. Buchholz a localisé près de Stavros, au lieu-dit The School of Homer, le sanctuaire d'Ulysse, qui date de l'époque hellénistique.
La signification de ce culte est que l’île d'Ithaque était un point de passage obligé pour tous les marins, capitaines de navires et chefs d'expéditions en route vers la mer Adriatique, la mer de Sicile ou la mer Tyrrhénienne. Les Grecs, grands navigateurs, avaient besoin de connaître des routes maritimes aisément navigables vers l'ouest, de repérer des mouillages, des amers, et de connaître les régimes des vents et des courants. Ulysse lui-même dit que sa navigation est « une recherche des portes (ou passes) de la mer », πόρους ἁλὸς ἐξερεείνων. Dans ces aventures qui précèdent les expéditions pour la fondation de colonies, la grotte a servi à célébrer une liturgie appropriée pour prononcer avant le départ un vœu qu'on imagine identique à celui qu'Ulysse dans sa nostalgie d'Ithaque répète si souvent : « Puissé-je au logis retrouver sains et saufs ma femme et tous les miens ! ». En cas de retour heureux, matelots et capitaines pouvaient y déposer une offrande à Ulysse, ce héros du νόστος, du grand retour, « l'homme aux mille ruses », modèle exemplaire de la mètis grecque.

### Emplacement du royaume d'Ulysse

#### L'Ithaque homérique
La localisation de l'Ithaque décrite par Homère a été longtemps débattue. Certains auteurs[réf. nécessaire] pensent qu'il s'agit de l'actuelle Céphalonie, et l'Ithaque actuelle pourrait alors être la Phéacie homérique, souvent identifiée à l'actuelle Corfou. Car d'une part un village du nom de Φεάκοι (Phéakoi) était localisé sur l'île, à Platrithrias, et d'autre part le nom populaire de l'île, Θιάκη, « Thiaki », pourrait venir de Φεάκια (Phéakia : il ne serait alors pas une déformation d'Ιθάκη - Ithaque). Il est cependant très probable que l'île actuelle d'Ithaque, qui n'a pratiquement jamais cessé de porter ce nom à travers l'Histoire, correspond à l'Ithaque homérique, comme tendent à le prouver les travaux de recherche de plusieurs universitaires grecs.

#### Le «palais d'Ulysse» à Ithaque

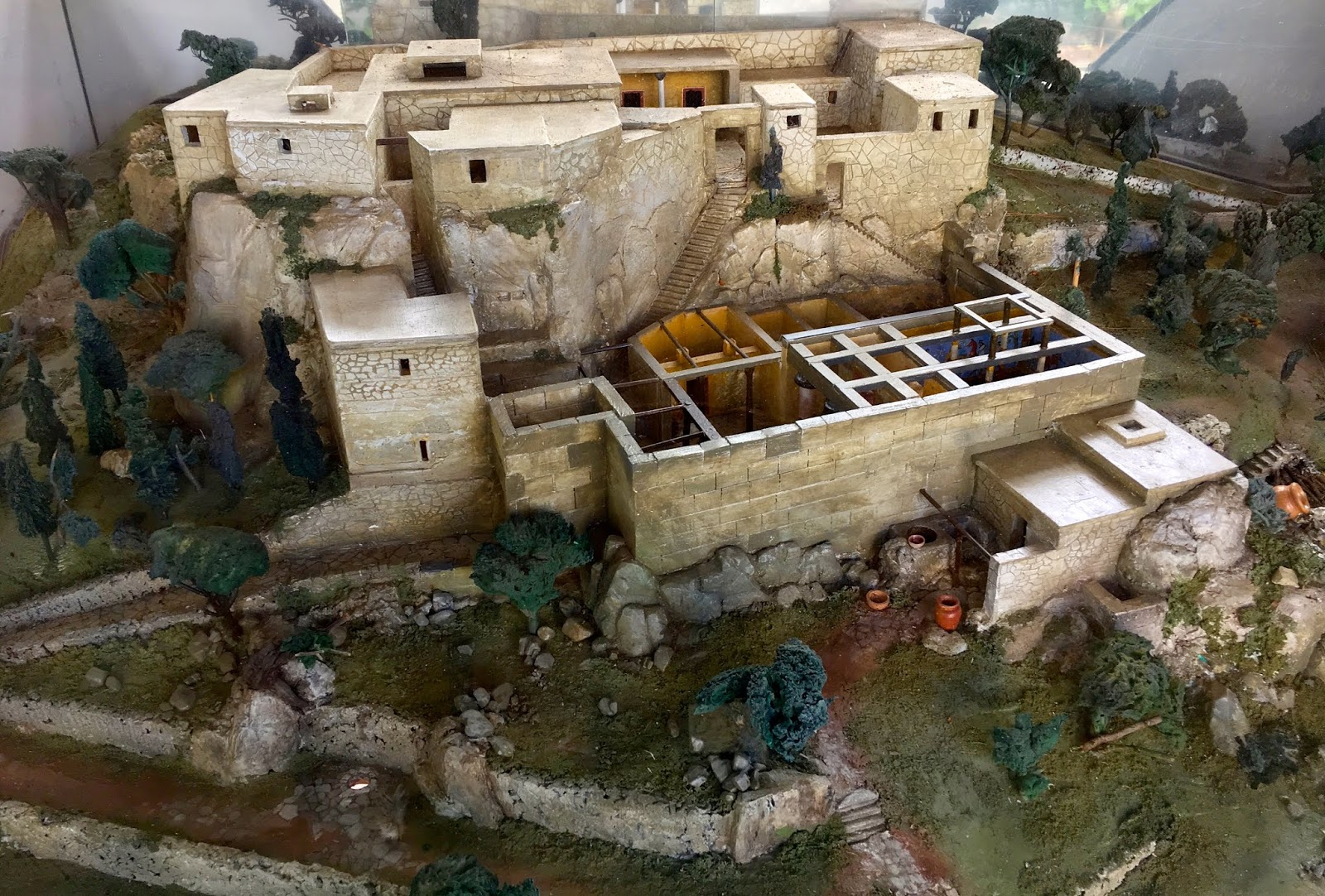
Modèle réduit reconstitué du palais d'Ulysse d'Ithaque, sur la place centrale de Stavrós, à proximité des vestiges du site archéologique du palais.

Depuis longtemps, hellénistes et archéologues cherchent les vestiges du palais d'Ulysse. Homère situe ce palais « au pied du mont Néion » et à une hauteur suffisante pour apercevoir les bateaux dans la rade et le port, en distinguant les manœuvres des marins.

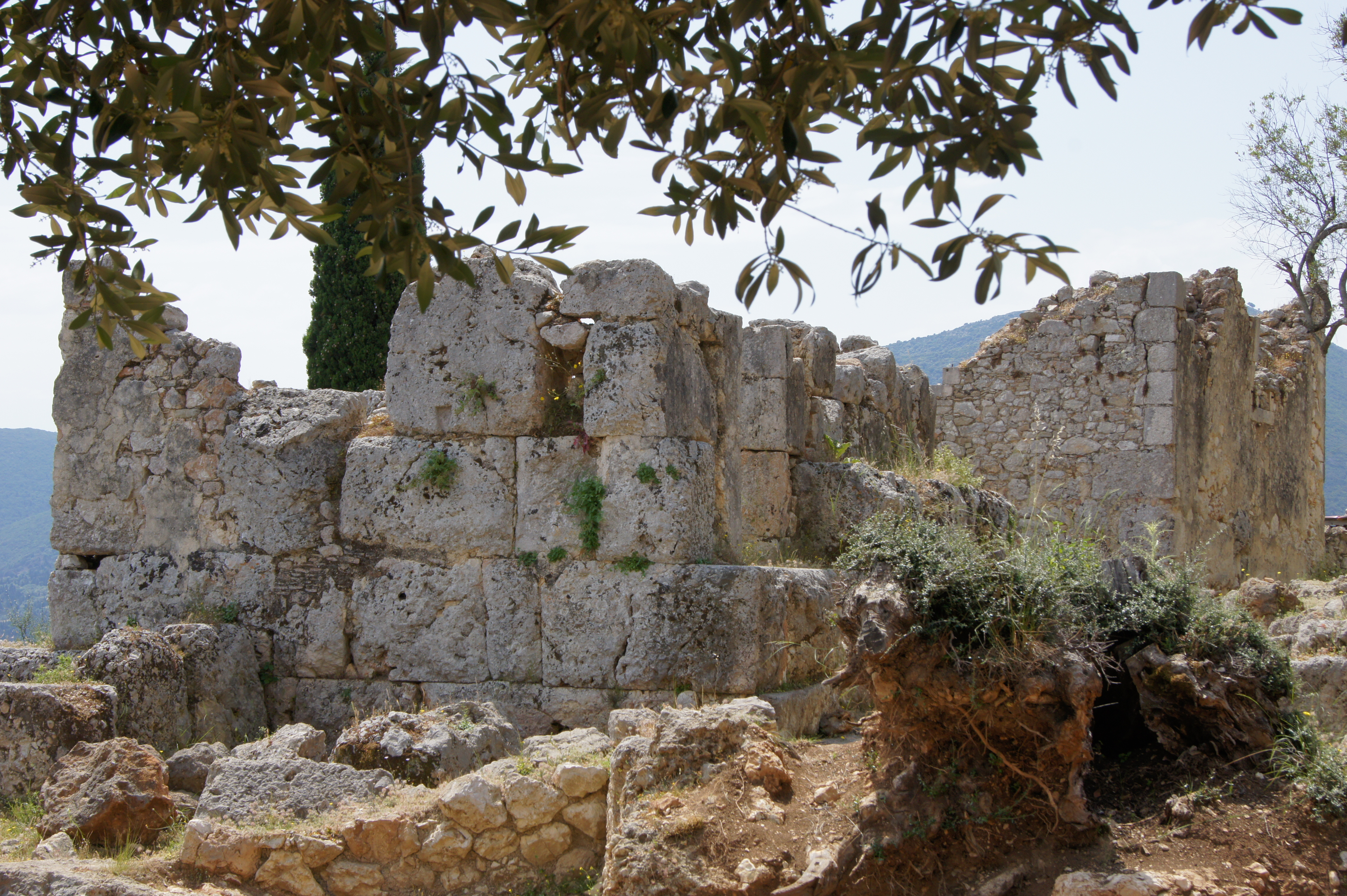
Quelques vestiges du site archéologique du palais d'Ulysse à Stavros, sur l'île d'Ithaque.

À partir de 1930, des fouilles archéologiques ont été menées par l'école britannique d'Athènes sur les hauteurs du village actuel de Stavros, au nord d'Ithaque, au lieu-dit « Platreithrias » (en grec Πλατρειθρίας). Le site est familièrement appelé l'« école d'Homer » (The School of Homer). Au terme de seize ans de recherches, la mission archéologique de l'université de Ioannina, conduite par les professeurs d'archéologie préhistorique Athanase Papadopoulos et Litsa Kondorli, a annoncé avoir mis au jour le palais du légendaire roi d'Ithaque. Cette découverte a été menée en collaboration avec plusieurs archéologues de réputation internationale, dont le professeur suédois Paul Aström de l'université de Göteborg. Elle s'appuie sur de multiples indices concordants. Les restes de l'imposant bâtiment suivent le modèle des palais mycéniens de Mycènes, de Tirynthe et de Pylos. Il est construit sur deux niveaux, à onze mètres de profondeur et de différence de hauteur, avec des escaliers taillés à même le rocher au flanc de la colline. Cela confirme les descriptions de l'Odyssée, qui évoquent les serviteurs montant et descendant sans cesse les escaliers du palais d'Ulysse. Le bâtiment comporte des assises de pierre de grande taille, et il est entouré de murailles fortifiées. Les travaux d'aménagement d'une fontaine en sous-sol ont été datés précisément du XIIIe siècle av. J.-C. par un archéologue spécialiste de l'université de Munich. Des fragments de poterie d'art mycénien (époque mycénienne) et des tablettes de terre cuite inscrites en linéaire B (syllabaire utilisé pour l'écriture du mycénien) ont été récemment découverts. De ces hauteurs, on a une vue sur les rades d'Ormos Polis et de Frikès. En 2011, les fouilles se poursuivaient sur ce site. Selon les chercheurs, cette hypothèse est suffisamment étayée pour permettre d'affirmer que ce palais d'époque mycénienne a appartenu au roi d'Ithaque. Il est désormais nommé « palais d'Ulysse », comme celui de Pylos qui est traditionnellement connu sous le nom de « palais de Nestor ».

## Dans les arts après l'Antiquité

### Littérature

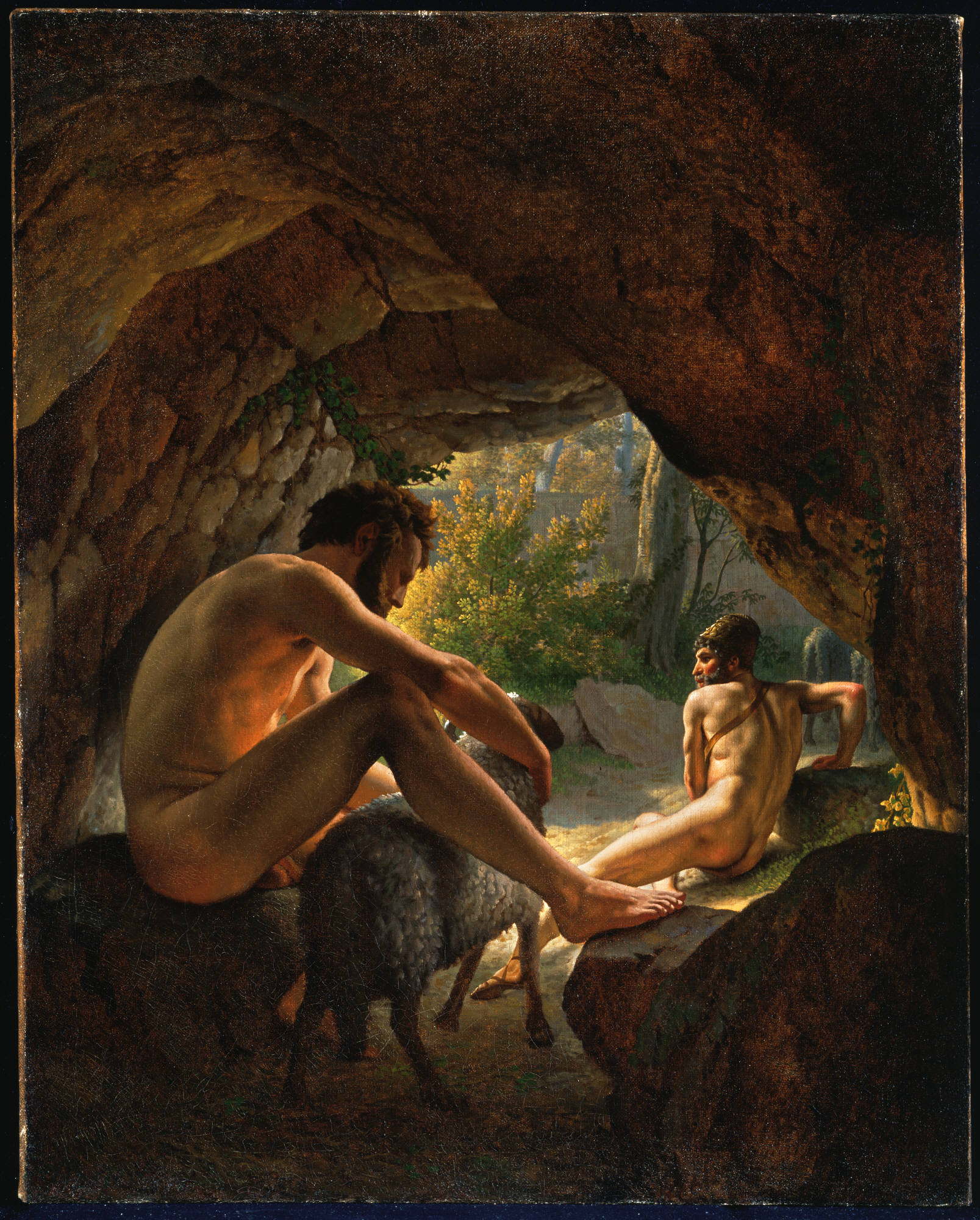
Christoffer Wilhelm Eckersberg, Ulysse fuyant la grotte de Polyphème, 1812, Princeton University Art Museum, peint sous la tutelle de Jacques-Louis David.

#### Roman
Le personnage d'Ulysse n'a cessé d'inspirer poètes et écrivains, tantôt comme personnage de la mythologie, tantôt comme source d'une réécriture ou d'une actualisation du mythe. « De Tennyson (1833) à Moravia (1955), en passant par Pascoli (1904), Joyce (1922), Séféris (1935), Kazantzakis (1938), la fortune moderne du mythe d’Ulysse est à la fois variée, et le plus souvent, pertinente dans ses choix thématiques », écrit Denis Kohler. Les poètes ont mis en avant tour à tour certains aspects de la personnalité d'Ulysse : Dante évoque Ulysse, homme de ruse et de vengeance, au chant XXVI de l'Enfer, première partie de la Divine Comédie :

« …et je voulais te demander qui est dans ce feu, si divisé à son sommet qu’on dirait qu’il s’élève du bûcher sur lequel l'Étéocle fut mis avec son frère ? Il me répondit : « Là dedans sont tourmentés Ulysse et Diomède ; ils sont ensemble emportés par la vengeance, comme ils le furent par la colère. »

Les deux personnages maudits se trouvent dans la huitième fosse (conseillers de fraude) du huitième cercle (trompeurs) de l'Enfer, pour leurs péchés commis lors de la guerre de Troie : la ruse du cheval de Troie, la ruse qui entraîne Achille à la guerre de Troie et à la mort, alors que sa mère Thétis l’avait caché parmi les filles du roi Lycomède dans l’île de Scyros et, finalement, le vol de la statue d'Athéna.
Dans cette scène, Dante invente un ultime voyage fait par Ulysse après son retour à Ithaque et qui le conduit à sa perte : incapable de retenir sa soif de voyager, Ulysse repart avec ses compagnons et explore les mers jusqu'au bout du monde, mais finit englouti au cours d'une tempête par la volonté divine. Dans le poème de Dante, auteur chrétien, Ulysse est coupable du péché de libido sciendi, le désir de connaissance excessif. Mais au cours des siècles suivants, les lecteurs de Dante font d'autres interprétations plus positives de ce passage, surtout à l'époque romantique.
Joachim Du Bellay chante le voyageur au début du sonnet 31 des Regrets avec le célèbre vers : « Heureux qui, comme Ulysse, a fait un beau voyage ».
Au XXe siècle, dans son recueil Alcools (1920), Guillaume Apollinaire exalte « le sage Ulysse » qui reste fidèle à Pénélope, dans deux strophes de la Chanson du Mal-Aimé. Romanciers et dramaturges ont réinterprété le personnage et son mythe : Ulysse (1922), roman le plus connu de James Joyce, est une transcription de l’Odyssée (organisation en chapitres, symbolisme des aventures…) sur une journée de personnages de Dublin, dont l'artiste qui y joue le rôle de Télémaque. Le mythe d'Ulysse a aussi inspiré à Jean Giono Naissance de l'Odyssée. Mais dans ce roman, Ulysse est un coureur de jupons qui invente l’Odyssée pour justifier sa longue absence. Le personnage d'Ulysse intervient dans la pièce La guerre de Troie n'aura pas lieu de Jean Giraudoux (1935) comme l'homme de la négociation, lucide et réaliste. Enfin, dans le roman Ulysse from Bagdad (2008), Éric-Emmanuel Schmitt réinterprète le personnage et les aventures d'Ulysse sous la forme d'un voyageur clandestin qui, partant d'Irak, tenterait de gagner Londres. Schmitt opère une réécriture du mythe : il met en scène un voyage de départ (et non pas un retour comme dans l’Odyssée) et recourt à un humour parodique qui rappelle celui de Giraudoux, sans toutefois renoncer au sérieux de son propos sur la condition des migrants. Ulysse est aussi l'un des trois personnages de la pièce de Heiner Müller Philoctète, une recomposition de la tragédie de Sophocle, où Ulysse contraint Néoptolème, qui le hait, de l'accompagner pour convaincre Philoctète de lui remettre l'arc d'Hercule nécessaire à la victoire des Grecs. Dans le troisième roman de sa Tétralogie de la quête : le dernier Ulysse, Laurent Bonnet, à travers une mise en abîme temporelle, s'empare du symbole du voyage vers une femme, explore les thématiques croisées de la création et de la masculinité, vers un possible futur de l'acte d'écrire.

#### Bande dessinée
Les Français Georges Pichard et Jacques Lob ont réalisé entre 1966 et 1974 une adaptation en bande dessinée des aventures d'Ulysse qui lorgne vers la science-fiction semi-érotique.[réf. nécessaire]
Ulysse est l'un des personnages récurrents de la série d'albums humoristiques Les Petits Mythos paraît depuis 2012 chez Bamboo Édition.
Ulysse apparaît dans la série de bandes-dessinées pour la jeunesse Télémaque, écrite par Kid Toussaint et dessinée par Kenny Ruiz.

### Musique
- L'opéra de Claudio Monteverdi Il ritorno d'Ulisse in patria s'inspire de la fin de l'Odyssée.
- Ulysse, tragédie en musique en un prologue et cinq actes de Jean-Féry Rebel, texte de Henry Guichard (1703).
- Le Sommeil d'Ulysse, cantate d'Élisabeth Jacquet de La Guerre.
- L'Opéra Ulysse ou le beau périple (1961) de Henri Tomasi.
- Georges Brassens, dans sa chanson Heureux qui, comme Ulysse (dont le début reprend le premier vers du poème de Du Bellay), reprend le thème des aventures d'Ulysse en associant le voyage aux valeurs de la liberté et de l'amitié. La chanson est parue dans l'album Brassens chante Bruant, Colpi, Musset, Nadaud, Norge (1984).
- Ridan, dans la chanson Ulysse (2007), reprend le poème de Du Bellay.
- Juliette, dans sa chanson Petite messe solennelle, évoque le héros grec.
- Les 9 albums de Jorge Rivera-Herrans, Epic, The Musical, raconte l'histoire de l'Odyssée en neuf albums appelés « sagas », depuis la fin de la guerre de Troie jusqu'au retour d'Ulysse à Ithaque. Jorge Rivera-Herrans y interprète le rôle d'Ulysse.

### Danse
Le chorégraphe français Jean-Claude Gallotta a créé en 1981 son œuvre fondatrice Ulysse, qu'il a revisitée de nombreuses fois au long de sa carrière.

### Iconographie

#### Peinture

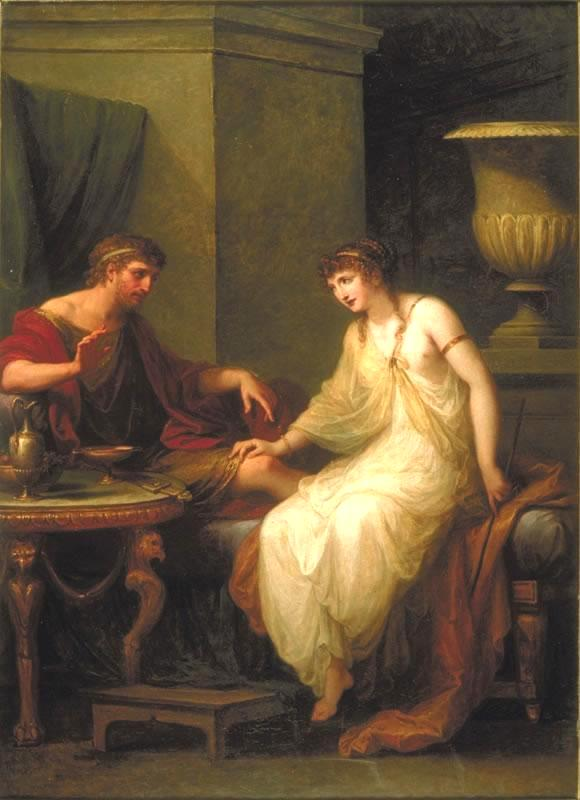
Ulysse et Circé,
Angelica Kauffmann, 1786,
université de Virginie.

- Ulysse reconnaissant Achille (déguisé en femme) parmi les filles de Lycomède, tableau de l'atelier de Frans Francken II daté de la fin des années 1620.
- Ulysse et Circé, par Angelica Kauffmann, 1786, Charlottesville, University of Virginia[55].
- Ulysse se moquant de Polyphème est un tableau peint en 1829 par William Turner.
- Ulysse découvrant Astyanax caché dans le tombeau d'Hector, est un tableau de Sébastien Bourdon (1616-1671), au musée des beaux-arts du Canada.

### Filmographie

#### Cinéma
Ulysse apparaît principalement dans des péplums (films à sujets antiques) qui apparaissent très tôt dans l'histoire du cinéma. La plupart sont des adaptations souvent très libres de l’Iliade ou de l’Odyssée. Dès 1905, le Français Georges Méliès réalisé un court métrage muet en noir et blanc intitulé L'Île de Calypso : Ulysse et le Géant Polyphème qui, comme son nom l'indique, fusionne deux épisodes de l’Odyssée. En 1909, Le Retour d'Ulysse, film muet d'André Calmettes et Charles Le Bargy, se concentre sur la seconde moitié de l'épopée avec la vengeance d'Ulysse contre les prétendants. L'un des péplums les plus connus adaptés de l'épopée est Ulysse, péplum italien réalisé par Mario Camerini en 1954, avec Kirk Douglas dans le rôle d'Ulysse. Camerini suit globalement la trame de l'épopée, mais alterne les scènes du voyage d'Ulysse avec quelques scènes se déroulant à Ithaque afin de montrer Pénélope et Télémaque confrontés aux prétendants en l'absence du héros. Surtout, il introduit plusieurs innovations, comme le fait qu'Ulysse feint d'avoir perdu la mémoire lorsqu'il s'échoue sur l'île des Phéaciens, et il fusionne certains épisodes (par exemple l'île de Calypso et le voyage au pays des morts). Plus expérimental, Pink Ulysses, de l'Allemand Eric de Kuyper, sorti en 1990, relate l'épopée dans une esthétique homoérotique.

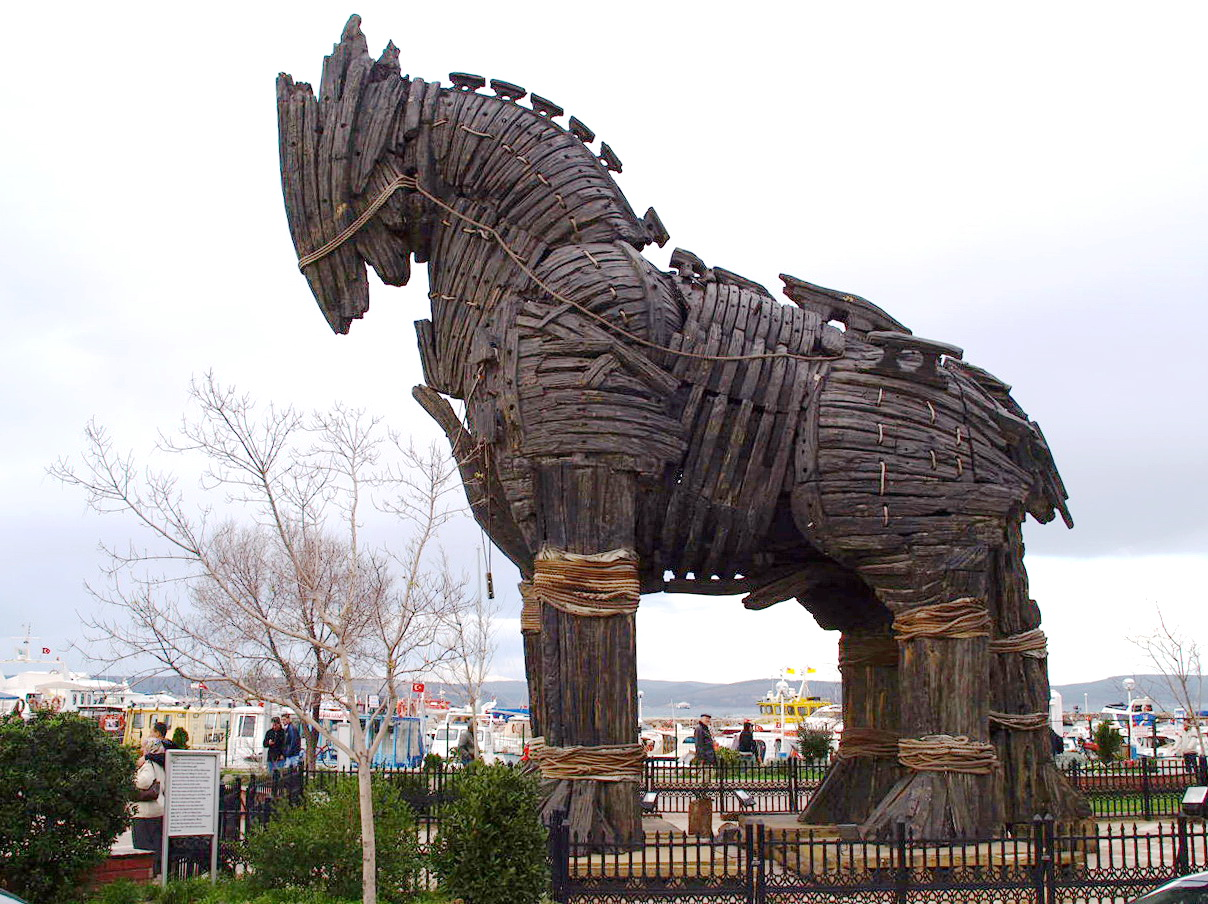
Le cheval de Troie du film Troie de 2004.

En 2004, le péplum hollywoodien Troie, de Wolfgang Petersen, adapte très librement l'histoire de la guerre de Troie, en s'attardant sur les événements de l’Iliade mais en poursuivant le récit jusqu'à la prise de la ville. Ulysse est interprété par Sean Bean et ses ruses et son pouvoir de persuasion jouent un rôle important dans l'intrigue, qu'il s'agisse de convaincre Achille de rejoindre l'armée ou d'avoir l'idée de la ruse du cheval de Troie.
En dehors des adaptations de l’Odyssée, Ulysse apparaît dans d'autres péplums aux intrigues entièrement originales. Dans Ulysse contre Hercule, film italien de Mario Caiano sorti en 1962, Ulysse provoque le courroux des dieux en crevant l'œil du Cyclope et ceux-ci envoient Hercule pour le capturer.
En dehors des péplums, Ulysse est parfois évoqué dans d'autres types de films qui s'inspirent du personnage et de ses aventures, en les transposant dans d'autres contextes ou en y faisant simplement allusion. Ainsi, dans Le Retour de Mervyn LeRoy, sorti en 1948, le médecin Ulysses Lee Johnson (Clark Gable) est partagé entre l'amour pour son épouse Penny (Anne Baxter ; Penny est le diminutif américain de Pénélope), qui l'attend aux États-Unis, et un amour adultère pour une infirmière rencontrée pendant son séjour loin de chez lui durant la guerre. O'Brother des frères Coen (sorti en 2000) est une transposition libre de l’Odyssée dans le Midwest américain.
En 2024, Ralph Fiennes l'incarne dans The Return, le retour d'Ulysse (The Return) de Uberto Pasolini.

#### Télévision

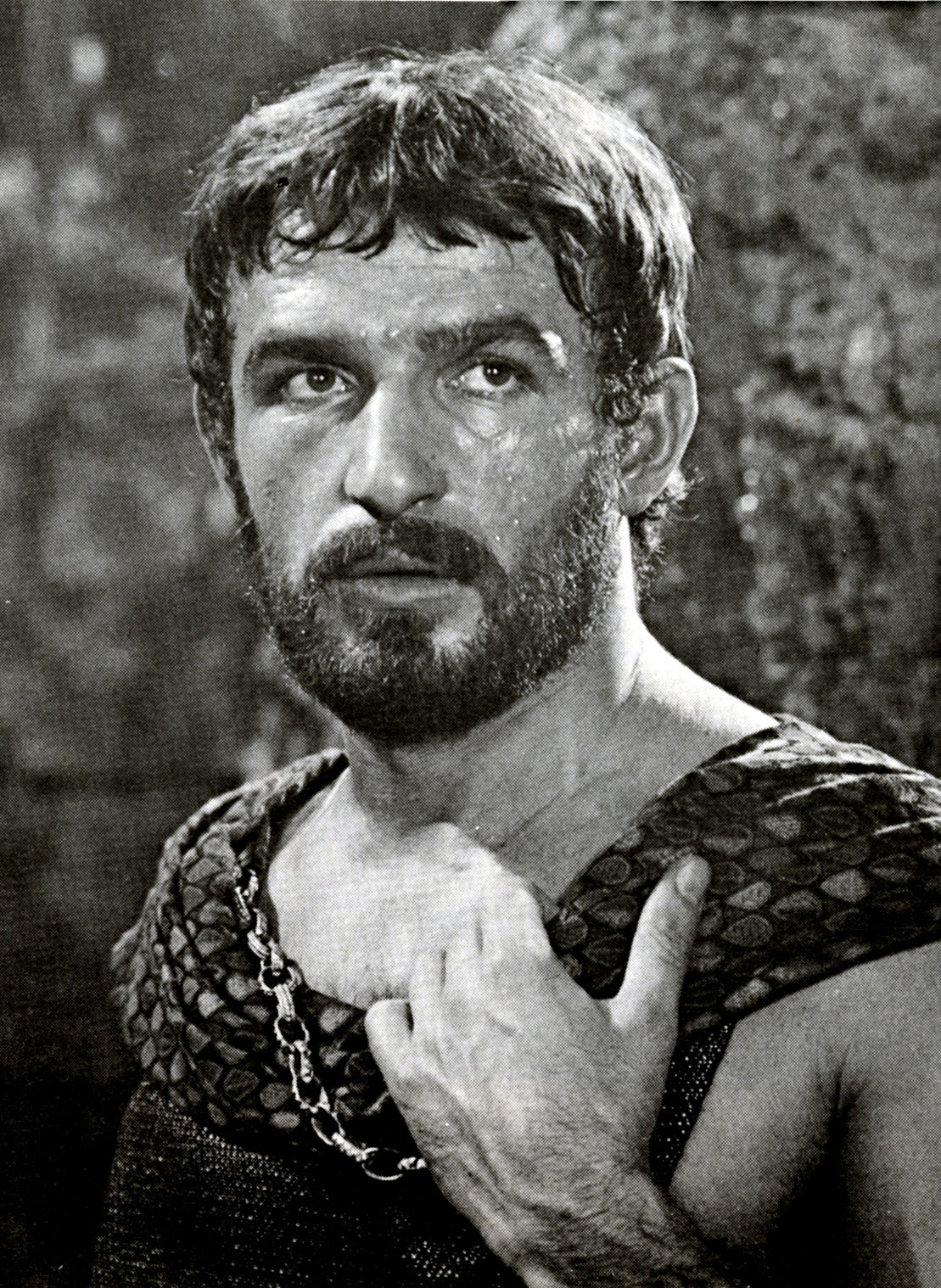
Bekim Fehmiu incarne Ulysse dans la série L'Odyssée de Franco Rossi (1968).

##### Série
En 1968, le réalisateur italien Franco Rossi réalise la première adaptation de l’Odyssée en série télévisée. Sous le titre L'Odyssée, cette une co-production franco-italo-germano-yougoslave en huit épisodes de 50 minutes suit de très près la trame de l'épopée homérique.
Le personnage d'Ulysse apparaît aussi dans des séries télévisées d'animation destinées à un public enfantin ou familial. La série animée franco-japonaise Ulysse 31 (1981) transpose très librement les aventures d'Ulysse dans un univers de science-fiction mâtiné de science fantasy situé au XXXIe siècle ap. J.-C. Télémaque y voyage avec Ulysse à bord du vaisseau Odysseus.
Une mini-série américaine, L'Odyssée, adapte à son tour l'épopée en 1997. Ulysse y est incarné par Armand Assante.
En 2002, une série animée française, L'Odyssée, créée par David Michel, met en scène les aventures d'Ulysse durant son voyage de retour à Ithaque en s'inspirant très librement de l’Odyssée, dans un univers de péplum agrémenté de fantasy.
En 2002, To Bart or not to Bart 14e épisode de la saison 13 de la série télévisée d'animation Les Simpson met en scène Homer Simpson dans celui d'Ulysse.
En 2013, une série franco-italo-portugaise, Odysseus, créée par Frédéric Azémar, réalisé par Stéphane Giusti et diffusée en France sur la chaîne Arte, s'inspire quant à elle de la seconde moitié de l’Odyssée et met en scène le retour d'Ulysse à Ithaque vu par ceux qui l'y attendent, Pénélope, Télémaque et les prétendants à la main de Pénélope. La série imagine ensuite ce qui se passe après la fin de l'épopée et donne une vision assez sombre d'Ulysse, rendu paranoïaque et violent par la guerre et par sa longue errance.

##### Documentaire
En 2013, la saison 3 de Les Grands Mythes aborde le retour d'Ulysse chez lui.

## Astronomie
Deux astéroïdes sont nommés d'après Ulysse : (1143) Odyssée (d'après son nom grec) et (5254) Ulysse (d'après sa forme latinisée).

#### Sur le mythe d'Ulysse
- Denis Ferraris, « L’inquiétude d’Ulysse : de Dante à Pascoli », Arzanà. Cahiers de littérature médiévale italienne, no 10,‎ 2004, p. 247-275 (lire en ligne)

#### Sur Ulysse dans l'Antiquité
- Maurice Croiset, « Observations sur la légende primitive d’Ulysse », Mémoires de l’Institut national de France, vol. 38, 2e partie,‎ 1911, p. 171-214 (lire en ligne, consulté le 9 juillet 2020).
- Pierre-Yves Brandt, « Séduction et dévoration dans le parcours d’Ulysse », GAIA. Revue interdisciplinaire sur la Grèce archaïque, no 14,‎ 2011, p. 73-83 (lire en ligne, consulté le 9 juillet 2020)
- Alessandra Lukinovich, « Le cercle des douze étapes du voyage d’Ulysse aux confins du monde », GAIA. Revue interdisciplinaire sur la Grèce archaïque, no 3,‎ 1998, p. 9-26 (lire en ligne, consulté le 9 juillet 2020).
- Jean Cuisenier, Le Périple d'Ulysse, Fayard, 2003, 450 p. (ISBN 978-2-213-61594-3).
- (en) Silvia Montiglio, « Odysseus’ return and the memory of wandering », GAIA. Revue interdisciplinaire sur la Grèce archaïque, no 7,‎ 2003, p. 215-223 (lire en ligne, consulté le 9 juillet 2020).
- Olivier Estiez, Mathilde Jamain et Patrick Morantin (dir.), Homère. Sur les traces d'Ulysse, Paris, éditions Bibliothèque nationale de France, 2006  (ISBN 978-2-7177-2365-6) (Catalogue de l’exposition Homère. Sur les traces d’Ulysse, présentée par la Bibliothèque nationale de France sur le site François-Mitterrand du 21 novembre 2006 au 27 mai 2007).
- (it) Alessandro Perutelli, Ulisse nella cultura romana, Firenze, Le Monnier Università, 2006  (ISBN 978-88-00-86073-4).
- Suzanne Saïd, Homère et l'Odyssée, Paris, Éditions Belin, 1998, édition poche 2011, 608 p.  (ISBN 978-2-7011-5754-2).

#### Ulysse après l'Antiquité
- Evanghélia Stead (ed.), Seconde Odyssée, Ulysse de Tennyson à Borges, Jérôme Million, coll. « Nomina », 2009.
- Agathe Entanaclaz (ed.), Les Métamorphoses d'Ulysse. Réécritures de l'Odyssée, présentation et dossier par Agathe Entanaclaz, GF-Flammarion, 2003.